# 郭欽 (新)
郭 欽（かく きん）は、中国の新代の武将。

## 事跡
| 姓名           | 郭欽                          |
| 時代           | 新代                          |
| 生没年         | 〔不詳〕                      |
| 字・別号       | 〔不詳〕                      |
| 本貫・出身地等 | 〔不詳〕                      |
| 職官           | 戊己校尉〔新〕→九虎将軍〔新〕 |
| 爵位・号等     | 侯〔更始帝〕                  |
| 陣営・所属等   | 王莽→更始帝                   |
| 家族・一族     | 〔不詳〕                      |

王莽配下の将軍。天鳳3年（16年）、新の五威将王駿が焉耆国を討伐したが、配下の西域兵に離反され、敗死した。戊己校尉の地位に在った郭欽は、このとき別に軍を率いており、王駿戦死後に焉耆国に到達した。焉耆国の軍が帰還していなかったため、郭欽は焉耆国の老幼を殺して、軍を率いて本土へ帰還した。
地皇4年（23年）秋、析県（弘農郡）で蜂起した鄧曄・于匡を討伐するために、郭欽は王莽から「九虎将軍」の一人に任命される。九虎将軍は家族を王莽に人質にとられ、首都を警備する精鋭部隊を率いていたが、王莽は自らの財貨を惜しみ、九虎将軍の部隊の兵士にはわずか4千銭しか支給せず、士気は低調であった。郭欽は他の将軍たちとともに、回谿（弘農郡華陰県）の要衝を守備したが、鄧曄・于匡の前に大敗してしまう。
この結果、九虎将軍のうち王況と史熊は自害して果て、四虎は逃亡して姿をくらました。残る三虎の郭欽・陳翬・成重は、敗残兵を取りまとめ、賞都大尹王欽とともに京師倉（華陰県の北）を守備した。王莽が殺害され、新が滅亡したと聞くと、郭欽は王欽とともに更始帝に降伏した。更始帝はこれを義とし、2人は侯に封じられた。
以後、郭欽の行方は不明である。